# 탕산항진기념비
탕산항진기념비(중국어: 唐山抗震纪念碑 탕산캉전지녠베이[*])는 탕산대지진 발생 10주년인 1986년 7월 28일 건립된 추모비이다. 위치는 중국 탕산시 루난구 신화루 문화사거리 서남쪽의 기념비광장 중앙에 있다. 1985년 6월 착공해 지진 10주년인 1986년 7월 완공되었다. 2017년에는 중국의 20세기 건축유산목록 2위로 지정되었다.

## 같이 보기
- 톈진시항진기념비
- 탕산대지진